# Oxyspora racemosa
Oxyspora racemosa är en tvåhjärtbladig växtart som beskrevs av Henry Nicholas Ridley. Oxyspora racemosa ingår i släktet Oxyspora och familjen Melastomataceae. Inga underarter finns listade i Catalogue of Life.